# 遠山景任
遠山 景任（とおやま かげとう）は、戦国時代の武将。美濃国恵那郡の岩村城主で岩村遠山氏最後の当主。妻は織田信長の叔母のおつやの方。

## 生涯

### 出自・三遠山について
藤原利仁流の加藤景廉を祖とする美濃遠山氏は、景廉が遠山荘の地頭となり、その子景朝が岩村に城を構えたことに始まる。遠山氏は氏族繁衍して七流に分かれて恵那郡を領したが、これを遠山七頭（七遠山）と言う。その中でも三頭（三遠山）と言われた岩村、苗木・明知の三家が有力であった。それぞれ景朝の子である、景員を岩村遠山氏の祖、景重を明知遠山氏の祖、（一説に）景村を苗木遠山氏の祖とする。
鎌倉時代初期においては美濃源氏たる土岐氏と源頼朝の側近の子孫たる遠山氏は並び立っていたが、南北朝時代には土岐頼遠が活躍して美濃国の守護職を得たこともあって、土岐氏の方が優位となった。遠山氏も武家方の一勢力として各地を転戦したり、宮方であった隣国の飛騨国司姉小路家と争ったが、『太平記』『遠山家譜』によると岩村城主加藤光直の弟で苗木城主であった遠山五郎景直は土岐頼遠と領土争いの訴訟があって城を追われ、宮方の新田義貞軍に加わっていたという。足利尊氏に従って各地を転戦した明知遠山氏の（景重の玄孫）景房は武功多く、市島郷の地頭職を与えられたが、元中7年（1390年）その子である頼景は、宗家の岩村遠山氏の持景の養子となって遠山氏の惣領として遠山荘の地頭職を安堵とされている。頼景の子が景友（季友）、孫が景前である。景前の子が景任で、彼の代には美濃守護の土岐氏が凋落し、遠山氏の領地は、東は武田氏、西は斎藤氏→織田氏、南は今川氏→松平氏、北は三木氏に囲まれる状態となっていた。

### 遠山家当主
天文23年（1554年）、信濃国を領国化しようとしていた甲斐武田氏が、遠山一族の領地と隣接する信濃の伊那郡を制圧した。武田晴信は、川中島の戦いで長尾景虎（上杉謙信）と争うと同時に弘治元年（1555年）に東美濃にも侵攻して岩村城を包囲したため、父の景前は降伏して武田氏に臣従した。
弘治2年（1557年）7月13日、父の景前が亡くなり、嫡男であった景任があとを継いだが、まだ若かったことから遠山七頭の中に従わぬ者が多くあって後継者争いが起こった。これに対して武田氏が東美濃に派兵して調停し、その後ろ盾を得た景任が当主となった。
永禄元年（1558年）5月17日には岩村遠山氏の軍勢が奥三河に侵入し、今川方の奥平定勝と奥平信光が共に名倉船戸橋で戦った。今川義元は、この合戦での功績を賞し、奥平信光に対し、幼名松千代宛で感状を与えたという。
以後、美濃恵那郡においては信玄と岩村遠山氏との主従関係に基づく武田支配が成立し、遠山氏は武田方に人質を出したが、他方で同年、斎藤義龍が斎藤道三を長良川の戦いで破って美濃を手中に入れると、遠山氏の中では明知遠山氏の友行が義龍に与して9月の明智氏の明智城攻めに加わるなど、一時的に斎藤氏にも与した。また従来の織田氏との関係も維持されており、これが台頭して濃尾に勢力を伸ばすとむしろ接近した。時期は不明ながら、景任が織田信長の叔母のおつやの方（織田信定の娘）を娶って縁戚関係を結ぶなど、複数の勢力に属するという関係を築いていった。
永禄年間になると、遠山氏は武田氏と織田氏に両属して、その外交関係（甲尾同盟）を仲介する存在となった。
永禄3年（1560年）の桶狭間の戦いでは弟・直廉が織田信長の下で参加している一方で、永禄7年（1564年）頃、景任は信玄と主従として書状のやり取りをしている。
永禄6年（1563年）遠山景任が、家臣で大井城代の藤井常高に、武並神社の社殿の再建を命じた。
永禄7年（1564年）3月、武並神社の社殿が完成し、遠山景任は神事を修し猿楽を催した。巖邑府誌には「御遷宮　十三日酉刻　十箇村の者　不ㇾ知ㇾ数　假殿に相集り、吉慶梵語して道を行き、管絃して大床に御遷宮す。五箇村寺の阿闍梨、圍垣の内に相集り、同じく法要の衆三十一人相俱に集り、同音に伽佗を唱ふ。云々」「又、村々の本願に依つて手向村城主勝内蔵助義重、同子又右衛門義氏、千旦林城主吉村七左衛門尉源斎、同子七左衛門尉氏為、同じく立合して十四日十五日拝殿にて手能あり。役者数六十人」と記述がある。当時は神道と仏教が混淆していたので、阿闍梨などの仏僧も出席して法要を行ったのである。
永禄8年（1565年）に武田軍が金山城の森可成と米田城の肥田玄蕃允を攻撃した後、信長が直廉の娘を養女として信玄の庶子の武田勝頼の室とする縁組をまとめたのも、遠山氏を介した織田・武田両家の連携の一環であった。
永禄11年（1568年）、苗木城主の直廉が、武田信玄の駿河侵攻に動員され、翌12（1569年）には遠山氏と友好関係にあった飛騨の三木自綱を攻めるように信玄に命じられて、大威徳寺の戦いにおいて矢傷を受けた直廉は後に戦傷死した。これにより岩村以外の遠山一族の多くが武田氏からの圧力に反発して、織田氏や徳川氏と連携した。

### 岩村遠山氏の終焉
元亀元年（1570年）、秋山虎繁は三河の徳川氏を攻撃する途中で遠山氏の領地へ侵入したことで上村合戦が勃発し、その際に遠山各氏は徳川方の三河の国衆と共に武田方と戦って敗退し大打撃を受けたが、景任が率いる岩村遠山氏は参戦していなかった。当時、岩村遠山氏は織田氏と武田氏との両属状態にあったからだと考えられる。

元亀3年（1572年）8月14日、景任が病死して岩村遠山氏の血統が断絶すると、信長は東美濃の支配権を奪う好機として、岐阜城留守居の河尻秀隆や織田信広を岩村城に派遣して占領すると、亡くなった景任の養嗣子として自らの子（後の御坊丸）を送り込み、おつやの方を後見人とした。
同年10月、東美濃の恵那郡の支配権が信長に奪われたことに対して、駿河国に侵攻していた信玄は、伊那郡代の秋山晴近（虎繁）と依田信守を恵那郡へ派遣して岩村城の奪還を命じた。岩村城は武田勢に包囲され、城主となっていた信長の叔母のおつやの方は秋山と婚姻するという条件で降伏し開城した。岩村城内で籠城していた者は以後武田氏に仕えることになった。秋山は御坊丸を人質として甲斐に送ったため、岩村遠山氏は完全に終焉した。